# Сестрорецький монетний двір
Сестрорецький монетний двір (рос. Сестрорецкий монетный двор) — монетний двір Російської імперії на Сестрорецьких збройних заводах (місто Сестрорецьк, Росія). Працював з 1757 по 1778 рік. 
До 1767 року карбував мідні п'ятаки. Як сировину для монетного виробництва використовував гармати, що в основному прийшли в непридатність. Брав участь в масовому перекарбуванні мідних монет в 1762 році.
З 1770-го по 1778 рік на монетному дворі проводилися досліди по карбуванню кілограмових мідних рублів, що ввійшли в історію під назвою «Сестрорецький рубль».